# Dag Frøland
Dag Frøland (16. september 1945 – 26. januar 2010) var en norsk komiker, revykunstner og sanger, som var bedst kendt for sine underholdningsarrangementer i Oslo i løbet af 1970'erne og 1980'erne.
Han blev blev født i Volda i 1945, og voksede op i Fredrikstad, han boede sammen med sin bedstefar efter hans forældres skilsmisse. I løbet af sin barndom boede han i Aurdal og Oslo. Hans radiodebut fandt sted i 1952, da han var syv år og fire år senere udgav han sin første plade. I hans tidlige teenageår blev han aktiv forfatter, og i en alder af 14 år begyndte han at arbejde for Aftenposten. Efter han gik ud af folkeskolen, begyndte han at studere medicin, men senere fokuserede han mere på en karriere inden for underholdningen. Han var bror til medicinprofessor Stig Frøland.
I 1967 indspillede han sin version af "Du ska få en dag i mårå" (melodi: Otto Nielsen, tekst: Alf Prøysen) på en enkelt disk til Columbia.
Han døde den 26. januar 2010 i sit hjem, i en alder af 64 år.